# Pёtr Zaev
Pёtr Ivanovič Zaev (in russo Пётр Иванович Заев?; Lipeck, 29 luglio 1953 – Lipeck, 29 novembre 2014) è stato un pugile sovietico, dal 1991 russo.

## Palmarès

### Olimpiadi
- 1 medaglia:
  - 1 argento (Mosca 1980 nei pesi massimi)